# Calomys expulsus
Calomys expulsus és una espècie de mamífer rosegador de la família dels cricètids. Viu al nord-est i el centre del Brasil. El seu hàbitat natural són les zones de vegetació oberta situades a formacions de cerrado i caatinga. Es creu que no hi ha cap amenaça significativa per a la supervivència d'aquesta espècie, però està afectada per la destrucció del seu medi.